# Phyllometra proutiana
Phyllometra proutiana är en fjärilsart som beskrevs av Turati 1936. Phyllometra proutiana ingår i släktet Phyllometra och familjen mätare. Inga underarter finns listade i Catalogue of Life.